# Bołochowo
Bołochowo – miasto w Rosji, w obwodzie tulskiego, 20 km na południowy wschód od Tuły. W 2009 liczyło 10 108 mieszkańców.